# Рамон Меркадер
Хайме Рамон Меркадер дель Ріо (ісп. Jaime Ramón Mercader del Río, Жауме Рамон Меркадер дель Ріо, кат. Jaume Ramon Mercader del Río, також відомий як Рамон Іванович Лопес; 7 лютого 1913, Барселона, Іспанія — 18 жовтня 1978, Гавана, Куба) — іспанський комуніст і агент радянських органів держбезпеки. Відомий як убивця Льва Троцького, за що був удостоєний звання Героя Радянського Союзу. Член Компартії Іспанії.

## Життєпис
Народився в Барселоні, в багатій сім'ї залізничного магната — каталонця Пау Меркадер (кат. Pau Mercader). Ріс у Франції з матір'ю, кубинкою Карідад дель Ріо (ісп. Eustaquia María Caridad del Río Hernández). У 1920-х роках мешкав у Парижі.
Був одним із керівників комуністичної молодіжної організації у Барселоні. У 1935 р. засуджений за комуністичну діяльність та провів кілька місяців у в'язниці у Валенсії. Брав участь у Громадянській війні в Іспанії на боці республіканців, у військовому званні майора брав участь у боях під Гвадалахарою.
В 1937 Меркадер був завербований НКВС СРСР за допомогою своєї матері Карідад дель Ріо, яка була агентом радянської розвідки. Під керівництвом Наума Ейтінгона підготував замах на колишнього наркома військових і морських справ Радянської Росії Льва Троцького, в 1929 році висланого з СРСР, в 1932 році позбавленого радянського громадянства, який у 1938 році виступив ініціатором створення «Четвертого інтернаціоналу», і оголошеного ворогом СРСР, радянської влади, а також зрадником ідей марксизму.
У вересні 1939 року Рамон Меркадер переправився до Нью-Йорка з паспортом на ім'я канадського бізнесмена Френка Джексона і зблизився із Сільвією Агелофф, що входила в оточення Троцького. У жовтні того ж року Меркадер перебрався до Мехіко, де Троцький проживав зі своєю сім'єю, пояснюючи це нібито справами фірми (насправді прикриттям, створеним для нього Ейтінгоном), і переконав Агелофф переїхати до нього. У березні 1940 року він під ім'ям канадця Френка Джексона і не без допомоги Агелофф уперше потрапив на віллу Троцького, якому сподобався молодий чоловік, що вміло видавав себе за переконаного троцькіста.
20 серпня 1940 року Джексон-Меркадер приїхав на віллу під приводом того, що хоче показати Троцькому свою статтю, а коли той почав її читати, вдарив його кригорубом по голові. Удар був завданий ззаду та зверху. Меркадер сподівався безшумно вбити Троцького і непомітно втекти, але той закричав і накинувся на вбивцю. На крик прибігли охоронці і скрутили Меркадера, побивши його, але Троцький наказав не вбивати його. Ейтінгон чекав на вулиці в машині, однак, зрозумівши, що Меркадер затриманий, поїхав і залишив країну. Рана Троцького сягала 7 сантиметрів завглибшки, але він після поранення прожив ще майже добу.
Після арешту Меркадер, пояснивши свій вчинок як акт відплати борця-одинака, назвався вже не канадцем Джексоном, а бельгійцем Жаком Морнаром (Jacques Mornard) і відмовився свідчити. «Вбивця назвав себе Жан Морган Вандендрайш і належить до послідовників і найближчих людей Троцького», — повідомлялося в газеті «Правда» від 22 серпня 1940 року. Досить швидко встановили, що «Морнар» насправді не бельгієць, і припущення про те, що за вбивством стоять радянські спецслужби, стало провідною версією у світових ЗМІ. Однак особистість того, хто вчинив замах, з'ясувати не вдалося.
Тривалий час утримувався в поліцейських в'язницях, безперервно зазнаючи побиття і тортур. У березні 1941 року Меркадера перевели до міської в'язниці, де умови утримання були м'якшими. Мексиканський суд засудив його під ім'ям Жака Морнара до 20 років позбавлення волі, максимального покарання згідно із законом. Рамон Меркадер повністю відбув термін ув'язнення, був звільнений 6 травня 1960 року і доставлений на Кубу, а потім таємно переправлений пароплавом до СРСР.
Указом Президії Верховної Ради СРСР від 31 травня 1960 року Рамон Меркадер — Лопес Рамон Іванович удостоєний звання Героя Радянського Союзу, з врученням ордена Леніна та медалі «Золота Зірка» (№ 11089); нагороду отримував особисто з рук голови КДБ Олександра Шелепіна.
Був співробітником Інституту марксизму-ленінізму при ЦК КПРС. Працював у будівлі Центрального партійного архіву, нині Російський державний архів соціально-політичної історії, вул. Велика Дмитрівка, 15. Одиниці співробітників знали таємницю Меркадера, решта вважали його просто ветераном війни — Героєм Радянського Союзу. Йому було надано державну дачу в Кратовому, потім отримав чотирикімнатну квартиру неподалік метро «Сокіл».
У 1970-х років переїхав на Кубу, де працював на запрошення її керівника Фіделя Кастро радником міністерства закордонних справ. Помер у 1978 році у віці 65 років від саркоми легені.
Прах Рамона Меркадера було перевезено до Москви і поховано на Кунцевському цвинтарі під назвою Рамона Івановича Лопеса. На могилі встановлено пам'ятник.

## У культурі

### У літературі
- «Людина, яка любила собак» — роман кубинського письменника Леонардо Падури

### У кінематографі
- «Вбивство Троцького» — французько-італійський фільм (1972). Меркадер — Ален Делон
- «Троцький» — російський фільм (1993). Меркадера — В'ячеслав Разбегаєв
- «Фріда» — американський фільм (2002). Меркадер — Антоніо Савала Куглер
- «Поєдинки» (фільм «Жінка під грифом „таємно“») — російський серіал (2010). Меркадер — Ману Фуйола
- «Вибраний» — іспано-мексиканський фільм (2016). Меркадер — Альфонсо Еррера
- «Троцький» — російський серіал (2017). Меркадер — Максим Матвєєв

### В театрі
- Девід Айвз, «Варіації на смерть Троцького» (перша постановка — січень 1991)[5]